# Le Calvaire d'une courtisane
Pour plus de détails, voir Fiche technique et Distribution.
Le Calvaire d'une courtisane (La pasión desnuda) est un film argentin réalisé par Luis César Amadori, sorti en 1953.

## Fiche technique
- Titre original : La pasión desnuda
- Titre français : Le Calvaire d'une courtisane
- Réalisation : Luis César Amadori
- Scénario : Luis César Amadori
- Photographie : Antonio Merayo
- Montage : Jorge Gárate
- Musique : Julián Bautista
- Pays d'origine : Argentine
- Format : Noir et blanc - 1,37:1 - Mono
- Genre : drame
- Date de sortie : 1953

## Distribution
- María Félix : Malva Rey
- Carlos Thompson : Pablo Valdes
- Eduardo Cuitiño
- Héctor Calcaño